# Philocaffrus divisus
Philocaffrus divisus är en mångfotingart som beskrevs av Carl Graf Attems 1928. Philocaffrus divisus ingår i släktet Philocaffrus och familjen Dalodesmidae. Inga underarter finns listade i Catalogue of Life.